# Backen och Hultet
Backen och Hultet var 1990 en av SCB avgränsad och namnsatt småort i Mölndals kommun i Västra Götalands län. Den omfattade bebyggelse i de två orterna Kållereds socken. Efter 1990 växte orten samman med dels Kållered, dels Lindome och därefter existerar ingen bebyggelseenhet med detta namn.